# Sygnity
Sygnity SA – polskie przedsiębiorstwo z branży informatycznej, powstałe w wyniku połączenia spółek ComputerLand SA i Emax SA, notowana na Giełdzie Papierów Wartościowych w Warszawie.

## Działalność
Sygnity jest jedną z największych spółek informatycznych w Polsce. Oferuje usługi informatyczne dla dużych i średnich przedsiębiorstw oraz instytucji administracji publicznej.  Do podstawowych obszarów działalności firmy należą: doradztwo informatyczne, produkcja i wdrażanie oprogramowania, integracja rozwiązań, audyt i testowanie oprogramowania, dostarczanie infrastruktury informatycznej i outsourcing IT.

## Historia
ComputerLand SA zainaugurował swoją działalność w 1991 roku. Początkowo zajmował się sprzedażą sprzętu komputerowego, jednak już na przełomie lat 1992 i 1993 zmienił profil swej działalności. Przedsiębiorstwo zaczęło wtedy projektować systemy informatyczne oraz tworzyć oprogramowanie. Jego główną grupą docelową byli odbiorcy korporacyjni. Swą ofertę kierowało do odbiorców z trzech sektorów gospodarki: bankowo-finansowej, usługowej i użyteczności publicznej.
Twórcą i wieloletnim prezesem ComputerLandu był informatyk Tomasz Sielicki. Prezesem Zarządu Sygnity S.A. jest Bogdan Zborowski (2020).